# ۶ آوریل
۶ آوریل نود و ششمین (در سال‌های کبیسه نود و هفتمین) روز سال در گاه‌شماری میلادی است. ۲۶۹ روز تا پایان سال باقی‌است.

## رویدادها
- ۱۱۹۹ - ریچارد یکم، پادشاه انگلستان معروف به ریچارد شیردل پس از خارج شدن تیر زهر آلودی که در جنگ به شانه اش اصابت کرده بود، در اثر عفونت زخمش درگذشت.
- ۱۲۵۰ - لویی نهم، پادشاه فرانسه در جریان جنگ هفتم صلیبی در مصر به اسارت قوای مسلمان ایوبی درآمد.
- ۱۸۱۴ - پادشاهی لوئی هجدهم بر فرانسه آغاز شد.
- ۱۸۶۹ - محصول پلاستیک به بازار عرضه شد.
- ۱۸۹۶ - نخستین بازیهای المپیک جدید در آتن، پایتخت یونان آغاز شد.
- ۱۹۱۷ - جنگ جهانی اول: اعلان جنگ ایالات متحده به آلمان
- ۱۹۴۱ - عملیات ۲۵ و عملیات ماریتا، تهاجم آلمان به یوگسلاوی و یونان آغاز شد.
- ۱۹۴۵ - در جریان جنگ جهانی دوم شهر سارایوو توسط پارتیزان‌های یوگوسلاویایی از تصرف آلمان خارج شد.
- ۱۹۴۸ - سازمان جهانی بهداشت تأسیس شد.
- ۲۰۰۴ - رولانداس پاکساس به عنوان نخستین رئیس‌جمهور لیتوانی به صورت صلح آمیز  استیضاح و با رای مجلس این کشور از مقام خود عزل شد.
- ۲۰۰۵ - جلال طالبانی، سیاست مدار کُرد به عنوان نخستین غیر عرب زبان از طرف مجلس ملی عراق رئیس‌جمهور این کشور شد.
- ۲۰۱۲ - جنبش ملی آزادی‌بخش آزاواد به‌طور یکجانبه استقلال آزاواد از مالی را اعلام کرد.
- ۲۰۱۷ - ایالات متحده در نخستین اقدام نظامی خود علیه دولت بشار اسد در سوریه، با ۶۰ فروند موشک کروز پایگاه هوایی الشعیرات سوریه را مورد هدف قرار داد.

## زادروزها
- ۱۹۹۸ - اسپنسر لیست، بازیگر اهل ایالات متحده
- ۲۰۰۰ - سی جی آدامز، بازیگر اهل ایالات متحده

## درگذشت‌ها
- ۱۱۹۹ - ریچارد یکم، پادشاه انگلستان معروف به ریچارد شیردل
- ۱۵۲۸ - آلبرشت دورر، نقاش، حکاک و ریاضی‌دان آلمانی
- ۱۹۹۲ - آیزاک آسیموف، نویسندهٔ آمریکایی روس تبار
- ۱۹۹۴ - جووینال هابیاریمانا، سومین رئیس‌جمهور روآندا
- ۲۰۱۲ - توماس کینکید، نقاش و نگارگر آمریکایی

## مناسبت‌ها
- روز جهانی ورزش برای صلح و توسعه
- روز ماهی گیران در کشور اندونزی

## جستارهای ویژه
- ویکی‌پدیا:یادبودهای برگزیده/۶ آوریل